# Amtsgericht Großenhain
Das Amtsgericht Großenhain war ein Gericht der ordentlichen Gerichtsbarkeit und ein Amtsgericht in Sachsen mit Sitz in Großenhain.

## Geschichte
In Großenhain bestand bis 1879 das Gerichtsamt Großenhain als Eingangsgericht. Im Rahmen der Reichsjustizgesetze wurden 1879 im Königreich Sachsen die Gerichtsämter aufgehoben und Amtsgerichte, darunter das Amtsgericht Großenhain, geschaffen. Der Gerichtssprengel umfasste Großenhain, Adelsdorf, Altleis, Baßlitz bei Blattersleben, Baßlitz bei Geißlitz, Bauda, Bieberach, Blattersleben, Blochwitz, Böhla bei Lenz, Böhla bei Ortrand, Brockwitz, Brößnitz mit Teichmühle, Colmnitz, Dallwitz, Diesbar, Döbritzschen, Döschütz, Folbern, Frauenhain mit Lautendorf und Pfeife, Gävernitz mit Obergävernitz, Geißlitz, Göhra, Görzig, Gohrisch mit Forsthaus, Goltzscha, Gröditz mit Eisenhüttenwerk Gröditz, Großraschütz, Heidehäuser bei Lichtensee, Hohndorf mit Flur Kleingeißlitz, Kalkreuth mit goldenem Löwen, Kleinraschütz, Kleinthiemig, Kleintrebnitz, Kmehlen, Kolkwitz, Koselitz, Kottewitz bei Großenhain, Krauschütz, Kraußnitz, Lampertswalde, Laubau, Leckwitz bei Großenhain mit Kleinleckwitz, Lenz, Lichtensee, Liega, Linz, Marksiedlitz, Medessen mit Neumedessen, Merschwitz, Mühlbach, Mülbitz mit Bobersberg, Nasseböhla, Nauleis, Naundörfchen mit Skassa neuen Teils, Naundorf bei Großenhain, Naundorf bei Ortrand, Naunwalde, Neuseußlitz, Niegeroda, Nieska, Oelsnitz, Peritz, Piskowitz, Ponickau, Porschütz, Priestewitz, Pulsen, Quersa mit Paulsmühle, Raden, Reinersdorf, Reppis, Roda, Rostig, Schönborn, Schönfeld mit der Dammmühle, Schweinfurth, Seußlitz mit Vorwerk Radewitz, Skäßchen, Skassa, Skaup, Spansberg, Stauda, Strauch, Streumen, Strießen, Thiendorf mit Dammheim, Tiefenau, Treugeböhla, Uebigau, Walda, Wantewitz, Weißig am Raschütz, Weißig bei Skassa, Weßnitz, Wildenhain, Wistauda (Wüststauda), Wülknitz, Zabeltitz mit Stroga, Zottewitz, Zschauitz mit Niederzschauitz, Zschieschen und das Gohrische und Weßiger Forstrevier. Das Amtsgericht Großenhain war eines von 14 Amtsgerichten im Bezirk des Landgerichtes Dresden. Der Amtsgerichtsbezirk umfasste danach 36.316 Einwohner. Das Gericht hatte damals drei Richterstellen und war ein mittelgroßes Amtsgericht im Landgerichtsbezirk. Zum 1. Juli 1883 wurden Gohrisch mit Forsthaus und Forstrevier, Heidehäuser bei Lichtensee, Kleintrebnitz, Lichtensee, Marksiedlitz, Rieska und Streumen dem Amtsgericht Riesa zugewiesen. Gemäß der Verordnung über die Änderung von Gerichtsbezirken vom 3. September 1938 wurde die Gemeinde Naundorf bei Ortrand vom Amtsgericht Großenhain an das Amtsgericht Königsbrück überwiesen.
Im Jahre 1952 wurde das Amtsgericht Großenhain in der DDR aufgehoben und an seiner Stelle das Kreisgericht Großenhain errichtet. Gerichtssprengel war nur der Kreis Großenhain. Mit dem Sächsischen Gerichtsorganisationsgesetz wurde das Amtsgericht Großenhain 1992 wiedererrichtet. Allerdings wurde es mit Wirkung vom 1. August 1994 endgültig aufgehoben.

## Gerichtsgebäude
Das Amtsgericht nutzte das 1876 errichtete Gerichtsgebäude (Meißner Straße 41). Das weitestgehend original erhaltene, stattliche Gebäude ist ein dreigeschossiger Putzbau mit 10:3 Achsen, zur Straßenseite zweiachsiger Mittelrisalit mit rundbogigem Eingangsportal. Aufgrund seiner baugeschichtlichen und ortshistorischen Bedeutung steht es unter Denkmalschutz.